# Сарате, Лусия
Лусия Сарате (исп. Lucia Zarate; 2 января 1864 — 15 января 1890) — американская артистка сайдшоу мексиканского происхождения. Согласно книге рекордов Гиннесса, взрослый человек с наименьшим весом за всю документированную историю: в 17 лет она весила всего лишь 2,1 кг.
Родилась в Сан-Карлосе (ныне Урсуло-Гальван, штат Веракрус), жила в том же штате в Агостадере (ныне Кемпоала). Первый известный медикам пациент с врождённой карликовостью 2-го типа (синдром Маевского). В 1894 году Strand Magazine опубликовал статью, где утверждалось, будто Сарате перестала расти в возрасте одного года. Её дом, Каса-Гранде (Большой дом), открыт для посетителей в качестве музея.

## Карьера
В возрасте двенадцати лет Сарате переехала из Мексики в Соединённые Штаты, где по причине своего крохотного роста выставлялась в сайдшоу и уличных цирках, выступала в ярмарочных балаганах. Книга фактов 1876 года, изданная Оксфордским университетом, упоминает о визите к Сарате нескольких медицинских специалистов, которые не могли установить достоверно, что ей было двенадцать лет, как утверждалось; путём анализа развития зубов пациентки они заключили, что Лусии не менее шести лет от роду. В то время её рост составлял 51 см, а её голень была 100 мм в окружности, на 25 мм больше, чем большой палец среднего взрослого человека. В это время она жила с родителями, считалась здоровой и умственно полноценной, могла говорить по-английски, равно как и на родном испанском.
Лусия сначала выступала в номере под названием «сёстры-феи», позже — совместно с карликом Францем-Иосифом Флинном (известным под сценическим псевдонимом Генерал Клещ); её известность перешагнула границы США. В статье The Washington Post от 1889 года она была названа «чудесной мексиканской карлицей... крошечный, но мощный магнит, способный привлечь публику». После того как цирковой поезд, в котором она ехала, застрял в заснеженных горах Сьерра-Невада, Сарате умерла от переохлаждения в 1890 году.